# Боділь Расмуссен
Боділь Расмуссен (дан. Bodil Rasmussen, 12 грудня 1957) — данська академічна веслувальниця.
Бронзова призерка Олімпійських Ігор 1984 року в складі парної четвірки зі стерновою.